# Narcos: México
Narcos: México es una serie de televisión web de drama criminal mexicana-estadounidense creada y producida por Carlo Bernard y Doug Miro. La serie originalmente estaba pensada para ser la cuarta temporada de la serie original de Netflix Narcos, pero finalmente se desarrolló como una serie complementaria centrada en el tráfico de drogas ilegales en México, mientras que la serie original se centró en el tráfico de drogas ilegales en Colombia. Se estrenó el 16 de noviembre de 2018 en Netflix.
El 5 de diciembre de 2018, Netflix renovó la serie para una segunda temporada, que se emitió el 13 de febrero de 2020.
El 28 de octubre de 2020, Netflix renovó la serie para una tercera temporada final, pero anunció que el actor mexicano Diego Luna no volvería a interpretar su papel como Félix Gallardo. La temporada final se estrenó el 5 de noviembre de 2021.

## Trama
Narcos: México explora los orígenes de la guerra moderna contra las drogas remontándose a un tiempo en que el mundo del tráfico mexicano era una confederación desorganizada de cultivadores y comerciantes independientes. La serie traza el surgimiento del Cártel de Guadalajara en la década de 1980, cuando Félix Gallardo (Diego Luna) toma el timón, unificando a los traficantes para construir un imperio. Cuando el agente de la DEA Kiki Camarena (Michael Peña) traslada a su esposa e hijo desde California a Guadalajara para asumir un nuevo nombramiento, rápidamente se da cuenta de que su tarea será más desafiante de lo que jamás podría haber imaginado. A medida que Kiki obtiene inteligencia sobre Félix y se enreda más en su misión, se desarrolla una trágica cadena de eventos que afecta el tráfico de drogas y la guerra en su contra en los años venideros.

## Producción

### Desarrollo
El 6 de septiembre de 2016, unos días después del lanzamiento de la segunda temporada de Narcos, la serie fue renovada por Netflix por dos temporadas más. La producción de la cuarta temporada comenzó en México a finales de 2017, luego del lanzamiento de la tercera temporada. El 18 de julio de 2018, se anunció que la cuarta temporada se «reiniciaría» con un reparto casi completamente nuevo como una nueva serie original de Netflix, titulada Narcos: México.

### Reparto y equipo
En diciembre de 2017, Michael Peña y Diego Luna fueron anunciados para protagonizar la serie. Unos días más tarde, Matt Letscher se unió al elenco con un papel regular. Otros miembros clave del reparto revelados por el productor Eric Newman incluían a Tenoch Huerta, Joaquín Cosío, Teresa Ruiz, Alyssa Díaz y José María Yazpik, este último repitiendo su papel desde la tercera temporada de Narcos.
Respecto al equipo de producción, los mexicanos Amat Escalante y Alonso Ruizpalacios dirigieron episodios para la serie, mientras que el colombiano Andi Baiz,  director de varios episodios de las tres primeras temporadas de Narcos, también dirigió para Narcos: México.

### Asesinato del explorador de locación
El 15 de septiembre de 2017, se informó que uno de los exploradores de locaciones del programa, Carlos Muñoz Portal, había sido encontrado asesinado con múltiples heridas de bala en el centro de México, cerca de la localidad de Temascalapa. Un portavoz del fiscal general en el estado de México dijo que no había testigos debido a la ubicación remota, pero que las autoridades continuarían investigando. Se estaba considerando la posibilidad de que hubiera narcotraficantes involucrados. Desde mayo de 2018, el misterio que rodea la muerte de Muñoz Portal no ha sido resuelto.

## Reparto y personajes
El actor principal Michael Peña interpreta a Kiki Camarena, un agente encubierto de la DEA que obtiene información valiosa a través de una serie de informantes sobre Félix Gallardo, el líder del Cártel de Guadalajara y fundador del moderno narcotráfico mexicano. Gallardo es interpretado por Diego Luna. Además, los principales protagonistas de las temporadas pasadas, los líderes del cartel de Cali y Pablo Escobar, realizan un cameo con los actores originales. Otros miembros del elenco incluyen:

### Principales
| Miguel Ángel Félix Gallardo         | Diego Luna          | Principal  | Principal  | Invitado   |
| Kiki Camarena                       | Michael Peña        | Principal  |            |            |
| Rafael Caro Quintero                | Ténoch Huerta       | Principal  | Invitado   |            |
| Ernesto "Don Neto" Fonseca Carrillo | Joaquín Cosío       | Principal  | Invitado   | Recurrente |
| Amado Carrillo Fuentes              | José María Yazpik   | Principal  | Principal  | Principal  |
| María Elvira                        | Fernanda Urrejola   | Principal  | Recurrente |            |
| Leopoldo Sánchez Celis              | Rodrigo Murray      | Principal  |            |            |
| Mika Camarena                       | Alyssa Diaz         | Principal  |            |            |
| Jaime Kuykendall                    | Matt Letscher       | Principal  | Invitado   | Principal  |
| Salvador Osuna Nava                 | Ernesto Alterio     | Principal  |            |            |
| Sandra Ávila Beltrán                | Teresa Ruiz         | Principal  | Principal  |            |
| Pablo Acosta Villarreal             | Gerardo Taracena    | Principal  | Principal  |            |
| Benjamín Arellano Félix             | Alfonso Dosal       | Principal  | Principal  | Principal  |
| Ramón Arellano Félix                | Manuel Masalva      | Principal  | Principal  | Principal  |
| Joaquín "El Chapo" Guzmán           | Alejandro Edda      | Principal  | Principal  | Principal  |
| Héctor "El Güero" Palma             | Gorka Lasaosa       | Recurrente | Principal  | Principal  |
| Guillermo González Calderoni        | Julio Cedillo       | Recurrente | Principal  |            |
| Walter "Walt" Breslin               | Scoot McNairy       | Invitado   | Principal  | Principal  |
| Enedina Arellano Félix              | Mayra Hermosillo    |            | Principal  | Principal  |
| Mimi Webb Miller                    | Sosie Bacon         |            | Principal  |            |
| Juan Nepomuceno Guerra              | Jesús Ochoa         |            | Principal  | Invitado   |
| Salvador "Sal" Orozco               | Jesse García        |            | Principal  |            |
| Enrique Clavel                      | Andrés Londono      |            | Principal  |            |
| Juan García Ábrego                  | Flavio Medina       |            | Recurrente | Principal  |
| Víctor Tapia                        | Luis Gerardo Méndez |            |            | Principal  |
| Andrea Núñez                        | Luisa Rubino        |            |            | Principal  |
| Ismael Zambada García               | Alberto Guerra      |            |            | Principal  |
| Jesús Gutiérrez Rebollo             | José Zúñiga         |            |            | Principal  |
| Alejandro Hodoyan                   | Lorenzo Ferro       |            |            | Principal  |
| Carlos Hank González                | Manuel Uriza        |            |            | Principal  |

### Recurrente
| Juan José "El Azul" Esparragoza Moreno | Fermín Martínez       | Recurrente | Recurrente | Recurrente |
| Hélmer "Pacho" Herrera                 | Alberto Ammann        | Invitado   | Recurrente | Recurrente |
| Sofía Conesa                           | Tessa Ia              | Recurrente |            |            |
| Butch Sears                            | Aaron Staton          | Recurrente |            |            |
| Roger Knapp                            | Lenny Jacobson        | Recurrente |            |            |
| Ed Heath                               | Clark Freeman         | Recurrente | Recurrente |            |
| Ramón Matta Ballesteros                | Vladimir Cruz         | Recurrente | Recurrente |            |
| Sammy Álvarez                          | Guillermo Villegas    | Recurrente |            |            |
| Tomas Morlet                           | Horacio Garcia Rojas  | Recurrente |            |            |
| John Gavin                             | Yul Vázquez           | Recurrente |            |            |
| Francisco Arellano Félix               | Francisco Barreiro    | Recurrente | Recurrente | Recurrente |
| Guadalupe Leija Serrano                | Viviana Serna         |            | Recurrente |            |
| Amat Palacios                          | Alberto Zeni          |            | Recurrente |            |
| Daryl Petsky                           | Matt Biedel           |            | Recurrente |            |
| Ossie Mejía                            | Jero Medina           |            | Recurrente |            |
| Rafael Aguilar Guajardo                | Noé Hernández Álvarez |            | Recurrente | Invitado   |
| Manny                                  | Erick Israel Consuelo |            | Recurrente | Recurrente |
| Javier Arellano Félix                  | José Julián           |            | Recurrente | Recurrente |
| Eduardo Arellano Félix                 | Sebastián Buitrón     |            | Recurrente | Recurrente |
| Ruth Arellano Félix                    | Adriana Llabrés       |            | Recurrente | Recurrente |
| David Barron Corona                    | Bobby Soto            |            |            | Recurrente |
| Ramon Salgado                          | Alejandro Furth       |            |            | Recurrente |
| Dani                                   | Kristen Gutoskie      |            |            | Recurrente |
| Hortencia Tapia                        | Damayanti Quintanar   |            |            | Recurrente |
| Craig Mills                            | James Earl            |            |            | Recurrente |
| Arturo “Kitty” Paez                    | Bad Bunny             |            |            | Recurrente |
| Marta Linares                          | Yessica Borroto       |            |            | Recurrente |
| Jack Dorian                            | Eric Etebari          |            |            | Recurrente |
| Arturo Beltrán Leyva                   | Diego Calva           |            |            | Recurrente |
| Vicente Carrillo Fuentes               | Fernando Bonilla      |            |            | Recurrente |
| Alfredo Hodoyan                        | Iván Aragón           |            |            | Recurrente |

### Resumen
- Diego Luna como Miguel Ángel Félix Gallardo, el líder del Cartel de Guadalajara y fundador del narcotráfico mexicano moderno.
- Michael Peña como Kiki Camarena un agente de la  DEA que obtiene información valiosa sobre la organización de Félix.
- Ténoch Huerta como Rafael Caro Quintero, socio de Felix.
- Joaquín Cosío como Ernesto "Don Neto" Fonseca Carrillo
- Fernanda Urrejola como María Elvira, esposa de Felix
- Alyssa Diaz como Mika Camarena, esposa de Kiki.
- Rodrigo Murray como Leopoldo Sánchez Celis Gobernador de Sinaloa
- Matt Letscher como Jaime Kuykendall
- Aaron Staton como Butch Sears
- Lenny Jacobson como Roger Knapp
- Fermín Martínez como Juan José "El Azul" Esparragoza Moreno
- Horacio García Rojas como Tomás Morlet
- José María Yazpik como Amado Carrillo Fuentes "El Señor de los Cielos", socio de Felix, sobrino de Neto
- Erick Israel Consuelo  como Manny, mano derecha de "El Señor de los Cielos"
- Gerardo Taracena como Pablo Acosta Villarreal
- Alfonso Dosal como Benjamín Arellano Félix
- Manuel Masalva como Ramón Arellano Félix
- Ernesto Alterio como Salvador Osuna Nava
- Teresa Ruiz como Isabella Bautista (Sandra Ávila Beltrán)
- Luis Roberto Guzmán como Alberto Sicilia Falcón
- Vladimir Cruz como Ramón Matta Ballesteros
- Alejandro Edda como Joaquín "El Chapo" Guzmán
- Clark Freeman como Ed Heath
- Tessa Ia como Sofía Conesa
- Julio Cedillo como Comandante Guillermo González Calderoni
- Jackie Earle Haley como Jim Ferguson
- Gorka Lasaosa como Héctor "El Güero" Palma
- Yul Vázquez como John Gavin
- Alberto Trujillo como Commander
- Sosie Bacon como Mimi Webb Miller
- Scoot McNairy como Walter "Walt" Breslin
- Miguel Rodarte como Danilo Garza
- Mayra Hermosillo como Enedina Arellano Félix
- Alex Knight como Kenny Moss
- Jesse García como Salvador "Sal" Orozco
- Matt Biedel como Daryl Petski
- Jero Medina como Ossie Mejía
- Alberto Zeni como Amat Palacios
- Andrés Londono como Enrique Clavel
- Alberto Ammann como Hélmer "Pacho" Herrera
- Flavio Medina como Juan García Ábrego
- Jesús Ochoa como Juan Nepomuceno Guerra
- José Julián como Javier Arellano Félix
- Noé Hernández como Rafael Aguilar Guajardo
- Nat Paxton como Ted Kaye
- Christopher Stanley como Jack Lawn
- Viviana Serna como Guadalupe Palma
- Soledad Esponda como Realtor
- Alejandro Furth como Ramón Salgado ( temporada 3)
- Luis Gerardo Méndez como Víctor Tapia (Temporada 3)
- Luisa Rubino como Andrea Núñez (Temporada 3)
- Bad Bunny como Arturo Páez "Kitty" (temporada 3)
- Alberto Guerra como Ismael Zambada García (temporada 3)
- Lorenzo Ferro como Alejandro "Alex" Hodoyan (temporada 3)
- José Zúñiga como Jesús Gutiérrez Rebollo (temporada 3)
- Sara Manni como Mom (temporada 3)
- Beau Mirchoff como Steve Sheridan (temporada 3)
- Kristen Gutoskie como Dani (temporada 3)
- Bobby Soto como David Barron Corona (temporada 3)
- Diego Calva como Arturo Beltrán Leyva (temporada 3)
- Fernando Bonilla como  Vicente Carrillo Fuentes (temporada 3)
- Iván Aragón como Alfredo Hodoyan  (temporada 3)
- Adolfo Madera como Presidente Carlos Salinas de  Gortari (temporada 3)

## Episodios
| Temporada | Temporada | Episodios | Episodios | Lanzamiento original    | Lanzamiento original    |
| --------- | --------- | --------- | --------- | ----------------------- | ----------------------- |
|           | 1         | 10        | 10        | 16 de noviembre de 2018 | 16 de noviembre de 2018 |
|           | 2         | 10        | 10        | 13 de febrero de 2020   | 13 de febrero de 2020   |
|           | 3         | 10        | 10        | 5 de noviembre de 2021  | 5 de noviembre de 2021  |

### Primera temporada (2018)
| N.º en serie | N.º en temp. | Título                                              | Dirigido por         | Escrito por                                    | Fecha de lanzamiento original |
| --- | ------------ | --------------------------------------------------- | -------------------- | ---------------------------------------------- | ----------------------------- |
| 1 | 1            | «Camelot (Camelot)»                                 | Josef Kubota Wladyka | Eric Newman & Clayton Trussell                 | 16 de noviembre de 2018       |
| En 1980, mientras el ejército mexicano saquea el campo de Sinaloa, un ambicioso policía Miguel Ángel Félix Gallardo decide crear un imperio de la droga en Guadalajara. Mientras tanto, un joven agente de la DEA, Kiki Camarena, es trasladado a México. |              |                                                     |                      |                                                |                               |
| 2 | 2            | «El sistema de plazas (The plaza system)»           | Josef Kubota Wladyka | Carlo Bernard & Doug Miro                      | 16 de noviembre de 2018       |
| Rafa estudia la logística de una variedad única de marihuana (sinsemilia o sin semillas) que requiere aislamiento de los machos polinizadores, haciendo del desierto el sitio para la operación de cultivo. Los problemas surgen cuando parece haber una falta de agua para el cultivo, lo que lleva a Rafa a confrontar y amenazar al profesor de geología que ayudó a ubicar la tierra. Frustrado y borracho, Rafa finalmente se lanza a arrojar explosivos en agujeros excavados y descubre una fuente de agua. Félix continúa sus reuniones para llegar a un acuerdo con las plazas pero un Avilés humillado y obstinado se niega a hacer las paces con Acosta y condena a muerte a Félix después de que el trato se desmorona. Mientras ambos regresan a Sinaloa, son interceptados por la policía, que mata a Avilés, poniendo a Félix al frente del cartel de Guadalajara.                                |              |                                                     |                      |                                                |                               |
| 3 | 3            | «El Padrino (El Padrino)»                           | Andrés Baiz          | Ashley Lyle & Bart Nickerson                   | 16 de noviembre de 2018       |
| Kiki, después de darse cuenta del alto nivel de corrupción, emprende una peligrosa operación encubierta por su cuenta en los campos de la plantación. Tras llegar al acuerdo deseado, Félix, Rafa y Don Neto se convierten en los jefes de un imperio de la droga. Félix organiza una fiesta de bodas para uno de sus mejores amigos, un hijo del Gobernador, en la que obliga a poner fin al conflicto entre Nava y los hermanos Arellano. |              |                                                     |                      |                                                |                               |
| 4 | 4            | «¡Rafa, Rafa, Rafa! (¡Rafa, Rafa, Rafa!)»           | Andrés Baiz          | Scott Teems                                    | 16 de noviembre de 2018       |
| Después de meses, Kiki y sus hombres intentan arrestar a los narcos sin éxito. Félix permanece en una posición insegura por las acciones imprudentes de Rafa, quien conspiró con Sofía, su amante, para organizar un secuestro falso, desatando una persecución por parte del padre de Sofía, una figura política importante en la Ciudad de México. Para garantizar la seguridad de Rafa, Félix accede a hacerle un favor a Nava, a quien previamente se había negado. Después de seguir adelante con el favor, Félix es golpeado por los hombres de Nava para dejar en claro quién está a cargo. |              |                                                     |                      |                                                |                               |
| 5 | 5            | «La conexión colombiana (The Colombian connection)» | Amat Escalante       | Andy Black                                     | 16 de noviembre de 2018       |
| Las investigaciones ponen en peligro a la esposa de Kiki, pero él está convencido de continuar con su trabajo. Kiki se infiltra en la oficina de Felix para obtener documentos financieros y con sus hombres planean arrestarlo en los Estados Unidos. Luego de que Estados Unidos bloqueara el enrutamiento de los cargamentos de cocaína por las Bahamas, Félix toma contacto con los carteles colombianos y llega a un acuerdo con el Cartel de Cali de los hermanos Orejuela. Tras el encuentro, Pablo Escobar advierte a Félix y le propone otro trato, mitad y mitad con él y Cali. |              |                                                     |                      |                                                |                               |
| 6 | 6            | «La última frontera (La última frontera)»           | Amat Escalante       | Jessie Nickson-Lopez & Clayton Trussell        | 16 de noviembre de 2018       |
| Continúa la guerra del tráfico de marihuana entre Rafa y Falcón. La presión sobre Félix aumenta después de que no se cierra el trato con la política. La DEA tendió una trampa utilizando a uno de los socios estadounidenses de Félix para contactarlo y atraerlo a los Estados Unidos con el pretexto de firmar documentos para proteger sus intereses financieros. Isabella logra llegar a un acuerdo con Falcón antes de descubrir que ya se han tomado decisiones con respecto a su destino. Cuando Félix está listo para cruzar la frontera mexicana, recibe una llamada de Zuno, una figura política de alto rango que le advierte de la trampa. Kiki no puede intervenir y regresa a casa frustrado y desilusionado. |              |                                                     |                      |                                                |                               |
| 7 | 7            | «Jefe de jefes (Jefe de jefes)»                     | Alonzo Ruizspalacios | Ashley Lyle, Bart Nickerson & Clayton Trussell | 16 de noviembre de 2018       |
| Rafa está fuera de control mientras continúa su consumo de cocaína. Empieza a llamar la atención cuando una noche en un club, se disparan tiros después de ver a Sofía con Amado. Don Neto está de luto por su hijo, que muere en un altercado fuera de una discoteca. La paranoia comienza a llegar a Rafa y lo lleva a él y a otros a asesinar brutalmente a dos turistas estadounidenses, convencidos de que la DEA los había enviado a espiarlo. Félix organiza un reencuentro para colocar nuevos pedidos y territorios excluyendo a Isabella que no se lo toma bien. Luego, Nava intenta intimidar a Félix antes de que éste lo asesine mientras Azul observa. |              |                                                     |                      |                                                |                               |
| 8 | 8            | «Solo di que no (Just say no)»                      | Alonzo Ruizspalacios | Doug Miro                                      | 16 de noviembre de 2018       |
| Los agentes de la DEA y el ejército mexicano penetran en la plantación de marihuana, confiscando y quemando toda la cosecha, convirtiéndola en una de las mayores redadas antidrogas de todos los tiempos. Al hacerlo, comienza una guerra con Rafa, quien logra escapar con la ayuda del Chapo y sus hombres. Un confuso Félix va a la Ciudad de México a buscar orientación sobre cómo lidiar con Kiki, mientras Azul persuade a Rafa para que ordene el secuestro de Kiki y Don Neto es demasiado tarde para intervenir. |              |                                                     |                      |                                                |                               |
| 9 | 9            | «881 Lope de Vega (881 Lope de Vega)»               | Andrés Baiz          | Clayton Trussell                               | 16 de noviembre de 2018       |
| Mientras Kiki es interrogado y torturado, Mika informa su desaparición a Jaime. Sabiendo que habrá una persecución para Rafa, Félix le dice que huya del país y se va con Sofía a Costa Rica. Jaime es enviado en círculos por el sistema policial mexicano y un Mika enojado se enfrenta a Ed Heath. Un nuevo jefe de policía es designado para el operativo pero, tras interceptar a Rafa en la pista del aeropuerto, permite su fuga. Por otra parte, Félix logra escapar del arresto luego de ser informado por Azul sobre una redada inminente. Un aviso anónimo a la DEA sobre el paradero de Rafa conduce a su arresto e información sobre la ubicación de Kiki. Don Neto visita a Félix y se revela que, sabiendo que su imperio estaba en peligro, Félix dio la pista anónima. |              |                                                     |                      |                                                |                               |
| 10 | 10           | «Leyenda (Leyenda)»                                 | Andrés Baiz          | Carlo Bernard                                  | 16 de noviembre de 2018       |
| Después de una semana, Jaime y los agentes de la DEA encuentran el cuerpo de Kiki Camarena cerca de un rancho. Neto sale de Guadalajara y se esconde en la costa. Félix regresa a Sinaloa y le pide refugio al Gobernador que solo se logra con un gran trato de pago. Isabella convence a Benjamín de que se lleve lo que queda del cartel. El gobernador traiciona a Félix y la policía lo embosca cuando está a punto de irse. Sin embargo, Félix logra llegar a un acuerdo con el comandante, lo que le permite estar protegido políticamente. Neto es encontrado y arrestado, sabiendo que Félix lo había traicionado. Azul le informa a Félix de una nueva reunión en Ensenada a la que él se estrella, presenta el nuevo trato con los políticos y toma el liderazgo nuevamente, echando a Isabella en el proceso. La DEA inicia la Operación Leyenda en México para acabar con el Cartel de Guadalajara. |              |                                                     |                      |                                                |                               |

### Segunda temporada (2020)
| N.º en serie | N.º en temp. | Título                                                                      | Dirigido por   | Escrito por                                     | Fecha de lanzamiento original |
| --- | ------------ | --------------------------------------------------------------------------- | -------------- | ----------------------------------------------- | ----------------------------- |
| 11 | 1            | «Salva al tigre (Salva al tigre)»                                           | Andrés Baiz    | Carlo Bernard y Johnny Newman                   | 13 de febrero de 2020         |
| Varios meses después de las detenciones de Don Neto y Caro, Félix celebra su cuadragésimo cumpleaños con las cabezas de sus plazas. Félix se reúne con el Pacho Herrera del Cartel de Cali para solicitar el pago de las deudas que le deben, ya que ha mantenido su organización operando con sus propios fondos. Herrera rechaza su solicitud citando el aumento de las incautaciones debido a que los estadounidenses lo atacaron luego de la ejecución de Camarena. Isabella viaja a Colombia para adquirir su propio suministro de cocaína. El agente de la DEA Walt Breslin inicia la Operación Leyenda secuestrando a Delgado, el médico que ayudó en la tortura de Kiki Camarena manteniéndolo despierto con adrenalina, y obligando al médico a renunciar al nombre del torturador Sergio Verdín , un agente de la DFS. El equipo de Breslin luego secuestra a Verdín en las calles en un tiroteo. |              |                                                                             |                |                                                 |                               |
| 12 | 2            | «Alea iacta est (La suerte está echada)»                                    | Amat Escalante | Eric Newman y Eva Aridjis                       | 13 de febrero de 2020         |
| Félix viaja para reunirse con Juan Nepomuceno Guerra, jefe del Cartel del Golfo que se ocupa principalmente de opio, para hacer una nueva sociedad y crear un monopolio sobre la importación de cocaína a Estados Unidos y tomar opciones lejos de los cárteles colombianos. Breslin tortura a Verdín, pero Verdín ha sido entrenado para resistir la tortura y solo se rompe una vez que recibe un disparo en el estómago. Les da el nombre del dueño de la finca donde fue torturado Camarena: Rubén Zuno Arce. |              |                                                                             |                |                                                 |                               |
| 13 | 3            | «Rubén Zuno Arce (Rubén Zuno Arce)»                                         | Amat Escalante | Clayton Trussell                                | 13 de febrero de 2020         |
| Zuno se esconde en Puerto Vallarta con un guardia fuertemente armado provisto por su tío, el secretario de Defensa de México. La Operación Leyenda luego asustó a Zuno para que huyera de su propiedad custodiada, donde desviaron su avión a Texas y lo arrestaron. Mientras tanto, Amado ayuda a Acosta a poner fin a una disputa que impedía que Acosta ayudara a completar las pasarelas. Las tensiones aumentan entre el Sinaloa y el plazas de Tijuana cuando Félix impone un impuesto a Sinaloa para el transporte a través de Tijuana. |              |                                                                             |                |                                                 |                               |
| 14 | 4            | «El gran túnel (The big dig)»                                               | Marcela Said   | Doug Miro y Alec Ziff                           | 13 de febrero de 2020         |
| Zuno le da a la DEA los nombres de su tío y Félix como los que sabían del secuestro y ejecución de Camarena, pero luego niega sus declaraciones ante el Gran Jurado, poniendo fin de manera efectiva a la Operación Leyenda como una investigación oficial sobre el caso de Camarena. muerte. Luego de que un avión propiedad del contrabandista de armas respaldado por la CIA Juan Matta-Ballesteros fuera derribado en su camino hacia los Contras nicaragüenses, Félix se reúne con la CIA para ofrecer su ayuda. Posteriormente, el gobierno mexicano renuncia a Matta como un acto de cumplimiento de los esfuerzos de Estados Unidos para detener el tráfico de drogas luego del arresto de Zuno, y Félix se hace cargo de las rutas de Matta para la CIA. El Chapo toma el asunto en sus propias manos y compra propiedades en las afueras de Tijuana a ambos lados de la frontera entre Estados Unidos y México con la intención de construir un túnel. Isabella hace un trato con Enedina Arellano Félix de la plaza de Tijuana para transportar su cocaína a espaldas de Félix Gallardo. |              |                                                                             |                |                                                 |                               |
| 15 | 5            | «CAF (AFO)»                                                                 | Marcela Said   | Carlo Bernard, Clayton Trussell y Johnny Newman | 13 de febrero de 2020         |
| Breslin y su equipo se enteran de la escalada del conflicto entre las plazas de Sinaloa y Tijuana. Los sinaloenses sacan su producto de Tijuana y comienzan a llevarlo a través del túnel, que luego es descubierto por el equipo de la DEA. El equipo de Breslin luego filtra la información a la plaza de Tijuana, quien toma represalias destruyendo el túnel y ejecutando a todos en el túnel con El Chapo escapando por el otro extremo del túnel. Félix lleva a Amado a reunirse con el Cartel de Cali en Panamá para hacer cumplir su monopolio sobre el transporte de cocaína y entrar en la venta directa del producto en América utilizando Amado y sus pistas de aterrizaje en Ciudad Juárez. Sin embargo, Félix es traicionado por Guerra quien hizo un trato directamente con los colombianos para transportar cocaína. Para disimular su sorpresa, le pide al cártel toda la cocaína que puedan suministrar y accede a transportar unas 70 toneladas. |              |                                                                             |                |                                                 |                               |
| 16 | 6            | «El dedazo (El dedazo)»                                                     | Andrés Baiz    | Carlo Bernard                                   | 13 de febrero de 2020         |
| Amado, que necesita transporte para la cocaína, comienza a comprar aviones. El equipo de Breslin se entera de la reunión en Panamá y sigue a Amado a una subasta y coloca rastreadores en los aviones que compró. Usando los rastreadores, encuentran la pista de aterrizaje en las afueras de Juárez. Luego de un fallido intento de asesinato por parte de Guerra, Félix va a Sinaloa para tratar de visitar a su exesposa e hijos. Las plazas de Tijuana y Sinaloa acuerdan hacer las paces, pero al enterarse del atentado contra Félix, Benjamín Arellano Félix usa la palanca para ejecutar a Sinaloa Cochiloco. |              |                                                                             |                |                                                 |                               |
| 17 | 7            | «Verdad y reconciliación (Truth and reconciliation)»                        | Amat Escalante | Clayton Trussell                                | 13 de febrero de 2020         |
| El jefe de la plaza de Sinaloa, Palma, llama al jefe de la plaza de Juárez, Acosta, y propone que se unan contra Félix, pero es registrado por Aguilar, el corrupto comandante del DFS que había estado trabajando con Acosta y Amado en Juárez. Félix luego ordena a Azul ejecutar a Palma. Palma escapa después de que su amante Clavel, el chófer de Félix, avisa a su esposa. Mientras tanto, Acosta se reúne con Breslin sobre un trato que lo sacaría del negocio del tráfico a cambio de Félix Gallardo. Félix inicia un plan para ganar influencia con el nuevo candidato presidencial del PRI en las elección de 1988 utilizando las nuevas computadoras de votación para influir en la percepción pública el día de las elecciones. |              |                                                                             |                |                                                 |                               |
| 18 | 8            | «Se cayó el sistema (Se cayó el sistema)»                                   | Amat Escalante | Doug Miro                                       | 13 de febrero de 2020         |
| Acosta acude a la prensa estadounidense y da una entrevista sobre el tráfico a través de México, lo que lleva a múltiples partes que buscan perseguirlo. Breslin encuentra a Acosta en una pequeña ciudad fronteriza para darle un trato de inmunidad, pero Acosta muere en un asalto conjunto del DFS y el FBI en la ciudad. Félix está en la Ciudad de México supervisando los resultados de las elecciones con las computadoras que muestran resultados falsos de los colegios electorales que conducen a una menor participación de votantes, pero bloquean el sistema cuando otros sospechan. Félix luego hace que sus plazas vayan a los colegios electorales y alteren los resultados de las elecciones para una victoria del PRI. Luego queman las papeletas físicas. Herrera le informa a Félix que sus 70 toneladas de coca están listas para ser recogidas y Amado debe apresurarse a preparar sus aviones a tiempo; Amado luego encuentra a los rastreadores en los aviones. |              |                                                                             |                |                                                 |                               |
| 19 | 9            | «Crecimiento, prosperidad y liberación (Growth, prosperity and liberation)» | Andrés Baiz    | Clayton Trussell                                | 13 de febrero de 2020         |
| Félix se reconcilia con su exesposa María. Amado recoge la cocaína en Chiapas, pero se queda cuando los aviones son enviados a Juárez. Breslin y su equipo interceptan los aviones en la pista e intentan quemar la coca, pero descubren que es falsa. Son emboscados y la mayor parte del equipo muere. El envío real llega a Juárez al día siguiente, donde Félix lo divide uniformemente entre las plazas y Breslin es reasignado. |              |                                                                             |                |                                                 |                               |
| 20 | 10           | «Libre comercio (Free trade)»                                               | Andrés Baiz    | Carlo Bernard                                   | 13 de febrero de 2020         |
| Veinte toneladas de cocaína del colombiano son incautadas por la DEA en Sylmar, California, que luego Félix usa como palanca para que los colombianos le den cocaína para la venta al por menor en Estados Unidos además de ser su principal transportista. Siguiendo las peticiones de los jefes de plaza, Félix concede a Palma el indulto por su traición planificada, pero hace que Clavel asesine a la esposa de Palma y arroje a sus hijos por un puente como mensaje a los jefes. Luego, María echa a Félix de la casa y le prohíbe volver a ver a sus hijos. En una reunión de las plazas, Félix informa a los jefes de su nuevo objetivo de establecer ventas y distribución en Estados Unidos. Todos los jefes de plaza luego se retiran de la federación con la familia Arellano Félix formando el Cartel de Tijuana; Azul, Palma y Chapo forman el Cartel de Sinaloa; y Amado y Aguilar liderando el Cartel de Juárez. El Cartel de Tijuana usa el contacto de Isabella en Colombia para obtener su propio suministro de cocaína y sacarla del negocio, mientras que Amado contactó a Herrera directamente para darle al Cartel de Cali otra opción para transportar su suministro a través de México. Luego, Félix es arrestado en su casa como una señal del gobierno mexicano de que estaban cumpliendo con el esfuerzo para terminar con el narcotráfico y ser incluidos en lo que se convertiría en NAFTA. Breslin se encuentra con Félix en prisión, quien luego procede a delinear el caos que se avecina que será causado por las disputas entre los nuevos cárteles que finalmente conducen a la Guerra contra las Drogas en México. |              |                                                                             |                |                                                 |                               |

### Tercera temporada (2021)
| N.º en serie | N.º en temp. | Título                                             | Dirigido por             | Escrito por                      | Fecha de lanzamiento original |
| --- | ------------ | -------------------------------------------------- | ------------------------ | -------------------------------- | ----------------------------- |
| 21 | 1            | «12 pasos (12 steps)»                              | Andres Baiz              | Carlo Bernard                    | 5 de noviembre de 2021        |
| Amado es capturado por el ejército mexicano cuando su avión, cargado de cocaína, se hunde en el desierto. Walt trabaja encubierto en El Paso y trabaja con su patrocinador de AA para que se abra camino en los contrabandistas. Amado es liberado luego de tres meses de prisión y regresa a su casa en Sinoloa para encontrar que su hija ha muerto, lo que a su vez lo lleva a repensar su vida. Carlos Hank González le hace a Amado una oferta por la tierra en Juárez para mejorar sus propiedades comerciales y su posición en preparación para el TLCAN, que Amado acepta después de que ejecuta a Aguilar por operar de una manera que cree que corre el riesgo de exponerse demasiado. Walt quema su identidad encubierta con su patrocinador en un intento de ascender en la cadena para atrapar peces más grandes. Víctor, oficial de policía de Juárez, busca a una niña desaparecida. |              |                                                    |                          |                                  |                               |
| 22 | 2            | «Como la flor (Como la flor)»                      | Andres Baiz              | Clayton Trussell                 | 5 de noviembre de 2021        |
| La periodista tijuanense Andrea se interesa por la boda entre Enedina Arellano y Claudio, un destacado abogado, pues sospecha de corrupción. La recepción sirve como una especie de encuentro entre los diversos contrabandistas y la tensión entre ellos resulta en algo de fealdad. Andrea irrumpe en la fiesta posterior a la boda y se interesa por los invitados adolescentes, especialmente el hijo de un juez que es amigo de Ramón. Walt considera mudarse a Chicago después de su intento de enrollar a los contrabandistas en los que estaba trabajando a través de sus esfuerzos encubiertos y su patrocinador de AA termina en un fracaso espectacular. Se revela que Amado es el que está un paso por delante de Walt en El Paso. |              |                                                    |                          |                                  |                               |
| 23 | 3            | «Los Juniors (Los Juniors)»                        | Wagner Moura             | Maggie Cohn                      | 5 de noviembre de 2021        |
| Los Arellanos trabajan para sacar a los sinpréstamos del comercio cobrando impuestos y negándoles una frontera. Andrea continúa investigando a los narcojuniors [niños ricos de escuelas privadas que juegan a gánsteres y siguen las órdenes de los Arellanos, incluyendo asesinatos] y le propone a su editor de La Voz que el dinero de la droga está financiando el desarrollo de Tijuana. Amado trabaja para transformar su cartel en un sistema celular con la ayuda de su hermano / ejecutor que ayuda a deshacerse de las partes restantes del desastre de Aguilar y le pide a Cali un tiempo para que todo funcione. Walt comienza a trabajar con el oficial de policía de Juárez, Víctor, como CI que inicialmente se niega, pero luego comienza a reconsiderar cuando encuentra más chicas muertas mientras hace sus rondas policiales. El Chapo lidera a los Sincréditos en un asalto a los Arellanos en la fiesta del cumpleaños número 40 de Benjamín, donde Claudio es asesinado y Ramón y Benjamín apenas escapan. |              |                                                    |                          |                                  |                               |
| 24 | 4            | «Guadalajara (GDL)»                                | Wagner Moura             | Wes Taylor                       | 5 de noviembre de 2021        |
| El Chapo ignora el consejo de todos de permanecer oculto y esperar hasta que una gran catástrofe atraiga la atención de la Organización Arellano Félix (AFO / Cartel de Tijuana) y haga planes para volar a Juárez para encontrar a Amado. El hermano menor, Ramón, se embarca en una misión para matar a El Chapo, lo que se convierte en un tiroteo masivo y un baño de sangre en el aeropuerto de Guadalajara que resulta en la muerte del cardenal que dirige la Iglesia católica en México. Mientras tanto, Amado ha comenzado a cumplir el destino que Félix le indicó a Walt durante la entrevista en la prisión ... moviendo las piezas de ajedrez en su lugar para volverse más poderoso que todos los demás en el juego. Amado pasa tiempo en Cuba trabajando en un trato con Cali, ya que son la cocaína dominante producida cuando las fuerzas especiales colombianas matan a Pablo Escobar. La organización mejorada de Amado que utiliza tecnología como buscapersonas inalámbricos para entregar instrucciones se opone a las investigaciones estadounidenses. Amado también contacta a Hank para construir una sociedad para mover cocaína y lavar dinero. Andrea continúa con sus historias y conecta a Hank con el lavado de dinero para AFO a través de un casino en Tijuana. Víctor cree que puede estar detrás de un asesino en serie de chicas jóvenes. |              |                                                    |                          |                                  |                               |
| 25 | 5            | «Efectivos sobre el terreno (Boots on the ground)» | Alejandra Márquez Abella | Iturri Sosa                      | 5 de noviembre de 2021        |
| La muerte del Cardenal refleja mal el estado de México, que se está preparando para el TLCAN, lo que provocó la formación de un grupo de trabajo del Ejército Mexicano que será dirigido por el general Rebollo, conocido por quemar millones en efectivo y drogas. Walt decepciona a Dina al pedirle una transferencia para ir a México por unos meses para unirse al grupo de trabajo. El grupo de trabajo casi captura a Benjamin Arellano Félix, pero es frustrado por un violento rescate dirigido por Ramón. Benjamín huye de Tijuana y deja a Enedina a cargo. Víctor comienza a investigar la fábrica de autopartes en busca de posibles pistas para que el asesino en serie se aproveche de las niñas. El Chapo es traicionado por agentes de la patrulla fronteriza guatemalteca que ha pagado para cobrar el rescate de 15 millones de pesos ofrecido por el gobierno mexicano. |              |                                                    |                          |                                  |                               |
| 26 | 6            | «La jefa (La jefa)»                                | Alejandra Márquez Abella | Alec Ziff e Isaac Gómez          | 5 de noviembre de 2021        |
| Víctor finalmente encuentra el cuerpo de la adolescente que busca. El forense no puede ayudar a Víctor con una investigación, por lo que Víctor llama a la DEA en un intento de intercambiar información por ayuda con las pruebas de ADN. Un narcojunior es atrapado en el camino de regreso a México después de una corrida de cocaína con 14k USD en efectivo y 9 mm en su guantera. Walt usa al narcojunior como un canario para encontrar una casa segura donde puedan arrestar a Francisco Arelleno Félix mientras Ramón apenas escapa en un tiroteo. El narcojunior se da cuenta de que él fue el responsable del ataque y Ramón usa al narcojunior para alimentar una configuración a la fuerza de tarea del ejército y ejecutar un ataque de venganza. El cartel de Cali cierra y Amado consigue un nuevo suministro de cocaína del valle norte. Enedina es la nueva jefa de la AFO y arremete contra Mayo (quema sus botes), Sinoloa (mata a Azul) e intenta matar a Amado. |              |                                                    |                          |                                  |                               |
| 27 | 7            | «La voz (La voz)»                                  | Luis Ortega              | Clayton Trussell y Maggie Cohn   | 5 de noviembre de 2021        |
| La distribución de La Voz es atacada por una bomba y Andrea es objeto de intimidación luego de su reportaje sobre los asesinos de Colosio. Víctor se convierte en un CI de la DEA de El Paso para obtener un análisis de ADN en la persona que mata a las niñas, lo que finalmente lo pone en peligro y, lamentablemente, no tiene resultados concluyentes, por lo que decide llevar las cosas a la calle y comenzar a hacer preguntas a otras mujeres que trabajan en la fábrica. . Mayo y Chapo forman una alianza contra el cartel de Tijuana AFO con Amado brindando apoyo monetario a la causa. El grupo de trabajo del Ejército Mexicano captura al narcojunior y comienza el proceso de interrogatorio mejorado para obtener la información que quieren de él. El liderazgo de AFO está comenzando a sentir la presión del retroceso de sus acciones. Hank congela las cuentas de Amado para obligar a Amado a dejar de respaldar el derramamiento de sangre y crear problemas públicos para su negocio. |              |                                                    |                          |                                  |                               |
| 28 | 8            | «El último baile (Last dance)»                     | Luis Ortega              | Carlo Bernard y Clayton Trussell | 5 de noviembre de 2021        |
| Cuando torturar a Alex no funciona, Walt cambia de táctica. Andrea examina los registros financieros relacionados con Hank y el PRI. Amado planea para el futuro. |              |                                                    |                          |                                  |                               |
| 29 | 9            | «El ajuste de cuentas (The reckoning)»             | Amat Escalante           | Carlo Bernard y Clayton Trussell | 5 de noviembre de 2021        |
| Andrea descubre una conexión sorprendente, provocando una cascada de eventos. Con la ayuda de Alex, Walt se acerca a Benjamín. Hank amenaza a Amado. |              |                                                    |                          |                                  |                               |
| 30 | 10           | «Vida en tiempos de guerra (Life in wartime)»      | Amat Escalante           | Carlo Bernard                    | 5 de noviembre de 2021        |
| Las autoridades mexicanas y estadounidenses buscan seriamente a Amado. Amado y sus hombres se involucran en un tiroteo con el ejército en el aeropuerto, pero él escapa en el último minuto. Amado luego muere en un hospital en México mientras se somete a una cirugía plástica que altera la apariencia. Mientras está en prisión, el Chapo hace movimientos para demostrar que es el jefe. Alex es asesinado por Arellanos inmediatamente después de escapar de la custodia de Walter. Victor Tapia atrapa y mata a la persona que cree que está abusando y masacrando mujeres, solo para descubrir que la madriguera del conejo es más profunda de lo que pensaba. El amigo de Tapia, Rogelio, mata a Tapia después de descubrir que él era la rata. Enedina envía a Ramón en una misión. Mayo hace que sus hombres maten a Ramón. |              |                                                    |                          |                                  |                               |

## Diferencias Factuales
Aunque muchos de los acontecimientos y personajes se basan en la historia real, se tomaron algunas libertades para racionalizar la historia de la guerra contra el narcotráfico en México en una narración cohesiva. Los asesinatos de John Clay Walker y Albert Radelat fueron reales, aunque se dice que fueron torturados de antemano. El personaje de Sofía Conesa, representado como el interés amoroso de Rafael Caro Quintero, se llamaba Sara Cosio en la vida real. El asesinato de la familia de Héctor Luis Palma por orden de Miguel Ángel Félix Gallardo es también una afirmación controvertida que aún necesita ser verificada documentalmente, ya que en realidad se cree que se hizo por orden de los hermanos Arellano Félix y de forma más brutal. El asesinato de El Azul en la tercera temporada no ocurrió en realidad, ya que El Azul en la vida real estuvo activo al menos hasta 2014, cuando supuestamente se produjo su muerte no confirmada de un infarto.
En la tercera temporada, el general Gutiérrez Rebollo, el zar antidrogas, es detenido después de Andrea Núñez. En realidad, el General Gutiérrez Rebollo recibió una llamada del Secretario de la Defensa, el General Enrique Cervantes, quien le ordenó presentarse inmediatamente en su oficina la noche del 6 de febrero de 1997 donde fue detenido.
También en esta temporada, los hombres del Cártel de Tijuana escaparon del aeropuerto de Guadalajara en un avión de TAESA, supuestamente propiedad de Carlos Hank González, tras el asesinato del Cardenal Juan Jesús Posadas Ocampo. Sin embargo, Carlos Hank González nunca fue el dueño de esta aerolínea y existen múltiples teorías sobre la fuga del Cártel de Tijuana ese día, no que vinculan efectivamente a TAESA con el caso. Asimismo, hay una serie de acusaciones contra Hank González que lo vinculan con el crimen organizado que no tienen ninguna base en la vida real. Hank nunca ha sido procesado ni sentenciado por tales vínculos. La razón, según José María Yazpik, es que "como Hank ya está muerto, se puede utilizar su nombre, mientras que en otras temporadas, ante una posible demanda, se optó por cambiar los nombres”.